# 丹後ちりめん祭り
丹後ちりめん祭り（たんごちりめんまつり）は、京都府京丹後市（旧網野町）で開催される日本の祭。

## 概要
網野町が合併で発足したのを記念して、1951年に開始された。かつては4月に開催されていたが、2021年の第70回に際して11月開催に変更された。
祭の名称は、京丹後市発足から2021年までは「京丹後ちりめん祭」だった。2022年のリニューアル以降は現行の「丹後ちりめん祭り」の名称が使用されている。
江戸時代に発祥した絹織物「丹後ちりめん」が祭の由来である。